# Ove Hagman
Hans Ove Hagman, född 23 juni 1933 i Harlösa församling, Eslöv,  död 25 juni 2000 i Kristianstads Heliga Trefaldighets församling, Kristianstad,var en svensk målare.
Hagman bedrev privata konststudier för olika konstnärer 1950-1953 och under studieresor till Paris, Florens, Österrike och USA. Hans konst består av mariner och naturalistiska motiv. Hagman är representerad vid Swedish Club i San Francisco och Los Angeles.